# Vikramabahu II
Vikrama Bahu II fou rei de Polonnaruwa (1196), germà petit de Nissanka Malla i successor de Vira Bahu I.
Va ocupar el tron durant tres mesos i finalment fou assassinat per Codaganga, un nebot de Nissanka Malla.